# Якуб Шиндел
Якуб Шиндел (чеськ. Jakub Šindel; 24 січня 1986, Їглава, ЧССР) — чеський хокеїст, центральний нападник. Виступає за «Ессят» (Порі) у СМ-лізі.
Вихованець хокейної школи «Спарта» (Прага). Виступав за «Спарта» (Прага), «Дукла» (Їглава), «Горацка Славія» (Тршебич), «Брендон Віт-Кінгс» (ЗХЛ), «Пльзень», БК «Млада Болеслав», «Пеліканс» (Лахті), «Комета» (Брно), «Таппара» (Тампере), ХК «Клотен», «Динамо» (Рига), «Кярпят» (Оулу), «Ессят» (Порі).
В чемпіонатах Чехії — 248 матчів (67+39), у плей-оф — 29 матчів (6+4). В чемпіонатах Фінляндії — 102 матча (22+29), у плей-оф — 12 матчів (5+3). В чемпіонатах Швейцарії — 5 матчів (0+2)
У складі молодіжної збірної Чехії учасник чемпіонатів світу 2004 і 2006. У складі юінорської збірної Чехії учасник чемпіонатів світу 2003 і 2004.
Батько: Яромір Шиндел.
Досягнення
- Чемпіон Чехії (2006)
- Бронзовий призер юніорського чемпіонату світу (2004).